# Russula rubra
Russula rubra (Jean-Baptiste de Lamarck, 1783 ex Elias Magnus Fries, 1838), denumită în popor bureți plăiești, bureți roșii, roșioare, roșiori sau cupițe (în stadiu tânăr), este o  specie de ciuperci necomestibile a încrengăturii Basidiomycota, din familia Russulaceae și genul Russula care coabitează, fiind un simbiont micoriza (formează micorize pe rădăcinile arborilor). Ea se poate găsi în România, Basarabia și Bucovina de Nord, crescând solitară sau în grupuri mai mici, pe sol uscat, preferat calcaros sau brun, în păduri de foioase și mixte, în primul rând sub fagi, prin Galium odoratum, mai rar pe lângă stejari și tei, dar de asemenea prin Galium rotundifolium sub brazi argintii. Apare de la câmpie la munte, din iulie până în septembrie (octombrie).

## Taxonomie

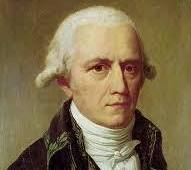
Jean-Baptiste Lamarck

Prima denumire acceptată a fost Amanita rubra descrisă de omul de știință francez Jean-Baptiste de Lamarck în volumul 1 al marii sale opere Encyclopédie méthodique - Botanique din 1783. Alinierea falsă la genul Amanita a fost corectată de renumitul savant suedez Elias Magnus Fries care a mutat-o mai întâi la genul Agaricus ca Agaricus ruber, apoi, în 1838, la genul Russula sub numele binomial valabil până în prezent (2018), de verificat în cartea sa Epicrisis systematis mycologici, seu synopsis hymenomycetum.
În 1918, micologul american Henry Curtis Beardslee (1865-1948) a denumit o specie foarte asemănătoare Russula pugens care se dezvoltă nu numai în SUA și Canada, ci, de asemenea, în Europa de Nord. Acest taxon este recunoscut până astăzi (2018).
Dar, în 1960, instituția engleză National Chemical Laboratoies (NCL) a declarat specia sinonim cu Russula rubra, o aserțiune susținută de micologul anglo-kenian Alan Rayner (n. 1950) în 1985. Deși această denumire este perimată, se mai folosește din când în când în Anglia și Irlanda. 

## Descriere

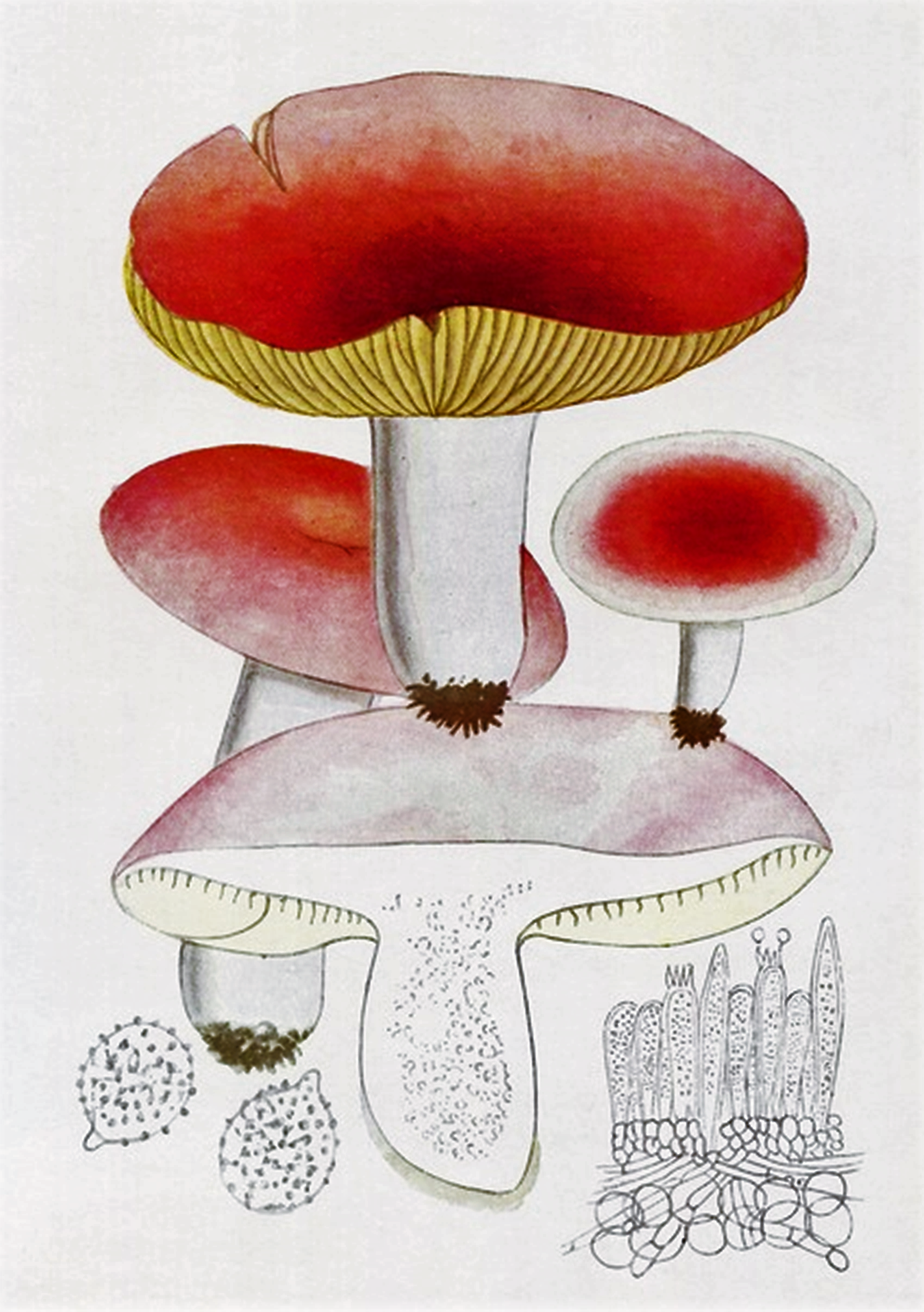
Bres.: Russula rubra

- Pălăria:  are un diametru de 6-9 (11) cm, este cărnoasă, inițial bombată ca apoi treptat să fie plată, aproape mereu adâncită, cu marginea netedă, nebrăzdată, rar ascuțită, întâi răsfrântă spre picior, apoi complet întinsă precum ușor ondulată. Cuticula este mată, catifelată și lipicioasă sau ușor unsuroasă la vreme umedă, prezentând culori de la roșu aprins, purpuriu, până închis rozaliu, jurul marginii înălbind la avansarea în vârstă deseori. Ea nu poate fi îndepărtată.
- Lamelele: stau nu prea înghesuite, sunt destul de subțiri și fragile, bifurcate și repede bombate precum aderate la picior, subțiindu-se spre el și acolo adesea reticulate. Coloritul este inițial alb, apoi ocru-gălbui.
- Piciorul: are o lungime de 4-7 cm și o grosime de 1,5-2,5 cm, este cilindric, câteodată puțin îngroșat la bază, plin, foarte consistent și fragil, dar la bătrânețe împăiat. Piciorul nu poartă manșetă și este de culoare albă, în vârstă spre bază cu nuanțe gri.
- Carnea: este albă, cu timpul murdar gri până gălbuie, fiind tânără foarte compactă și tare, la bătrânețe spongioasă, cu un miros fructuos, un pic ca de miere uscată și un gust foarte iute care se simte de abia câteva secunde după o probă.
- Caracteristici microscopice: are spori destul de mici, aproape rotunzi, granulat-verucoși și slab reticulați, având o mărime de 8-9 x 7-8 microni. Pulberea lor este ocru-gălbuie. Basidiile cu 4 sterigme fiecare în formă de măciucă măsoară 40-45 x 10 microni, iar cistidele (elemente sterile situate în stratul himenal sau printre celulele din pielița pălăriei și a piciorului, probabil cu rol de excreție) fusiforme, lung apendiculare (3,5 µ) și în regulă ascuțite, 64-78 x 8,5-9,5 microni.[14]
- Reacții chimice: Buretele reacționează puternic cu guaiacol și lamelele se colorează cu sulfovanilină imediat albastru până violet-albăstrui.[2][5][6]

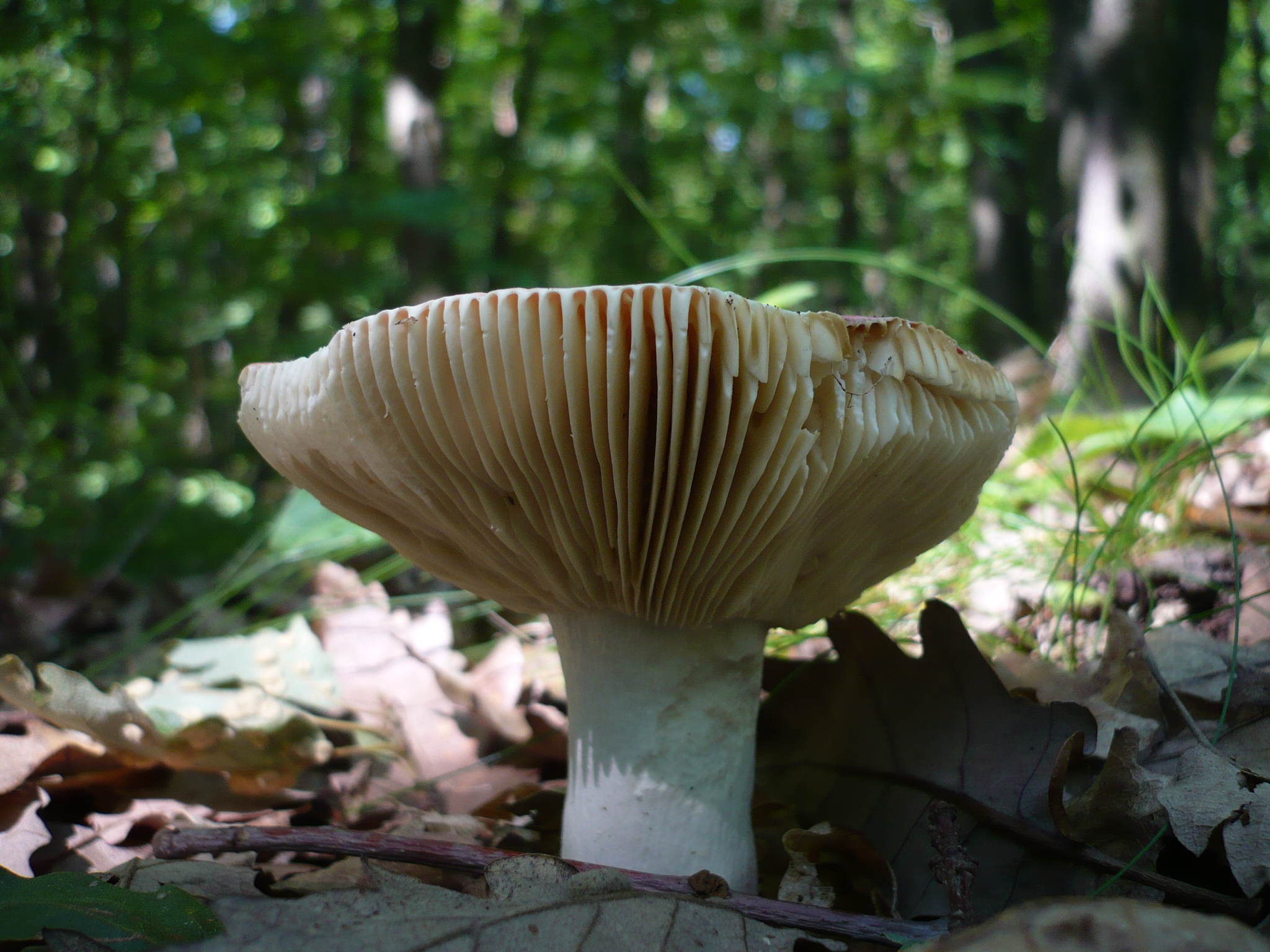
R. rubra, lamele și picior
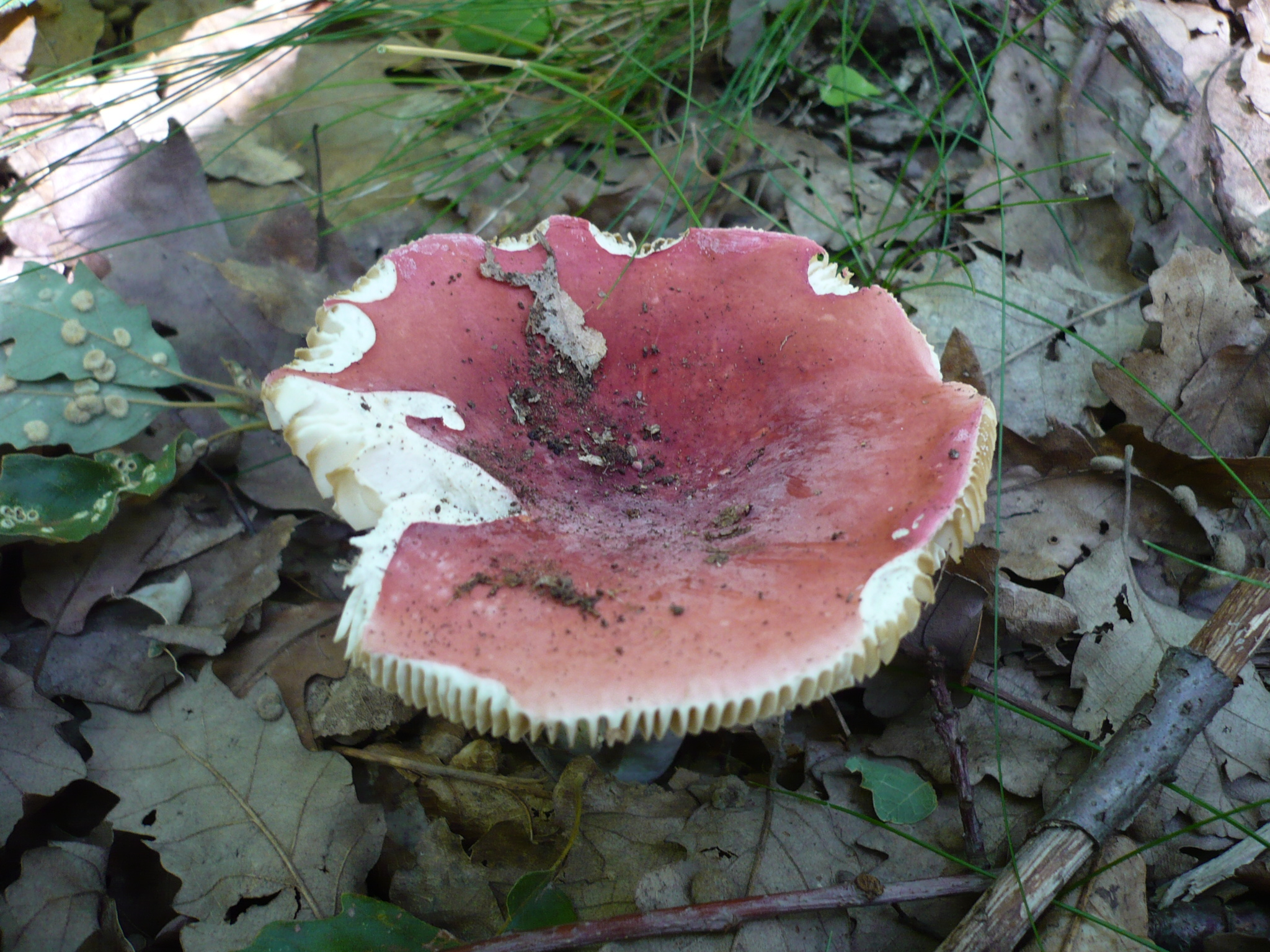
R. rubra, pălărie

## Confuzii
Roșiorii pot fi confundați cu alte soiuri necomestibile sau otrăvitoare, cu toate foarte iute, ca de exemplu cu Russula betularum, Russula emetica, Russula grisescens, Russula fragilis, Russula queletii (otrăvitoare), Russula silvicola sin. Russula silvestris  sau cu Russula luteotacta, Russula mesospora sin. Russula intermedia, Russula persicina, Russula nobilis (vinețica nobilă), Russula pseudointegra, Russula rhodopus respectiv Russula sanguinea.
De asemenea, ciuperca poate fi confundată cu specii comestibile cum sunt Russula atropurpurea, Russula aurea, Russula decipiens, Russula decolorans, Russula integra, Russula lilacea sin. Russula carnicolor (comestibilă), Russula paludosa, Russula rosea sin. Russula lepida, Russula vesca (se decolorează cu sulfat de fier portocaliu-roșu)  sau Russula xerampelina.

## Imagini de specii asemănătoare

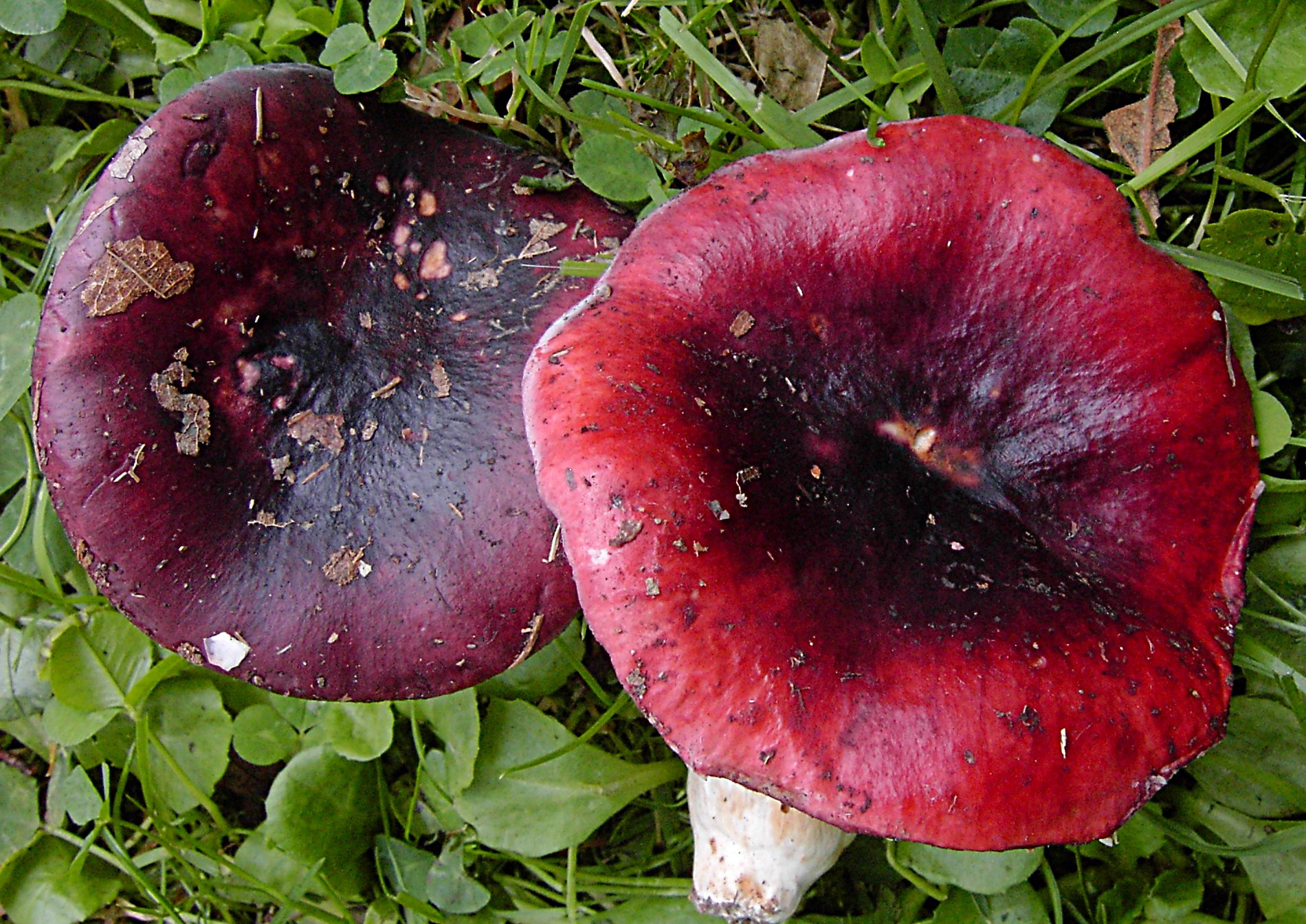
Russula atropurpurea
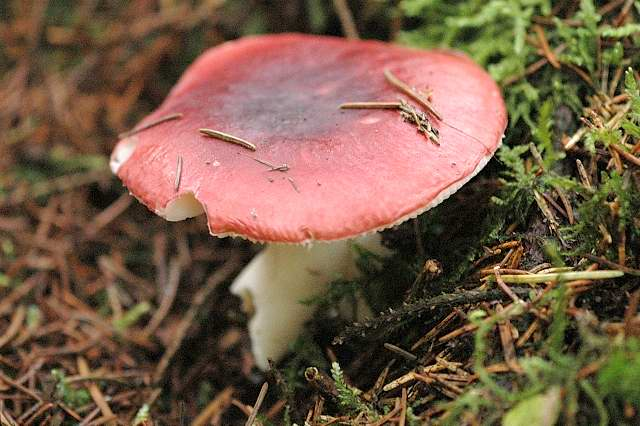
!Russula.badia!
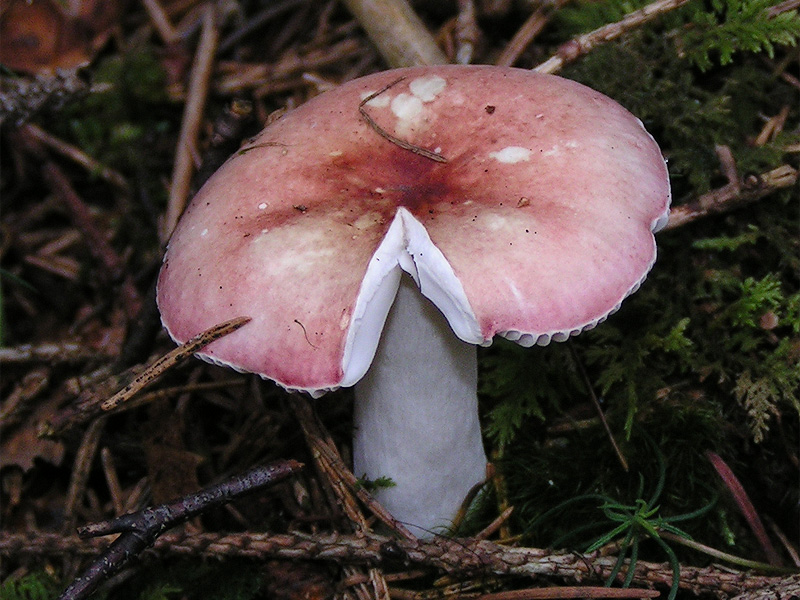
!!Russula betularum!!
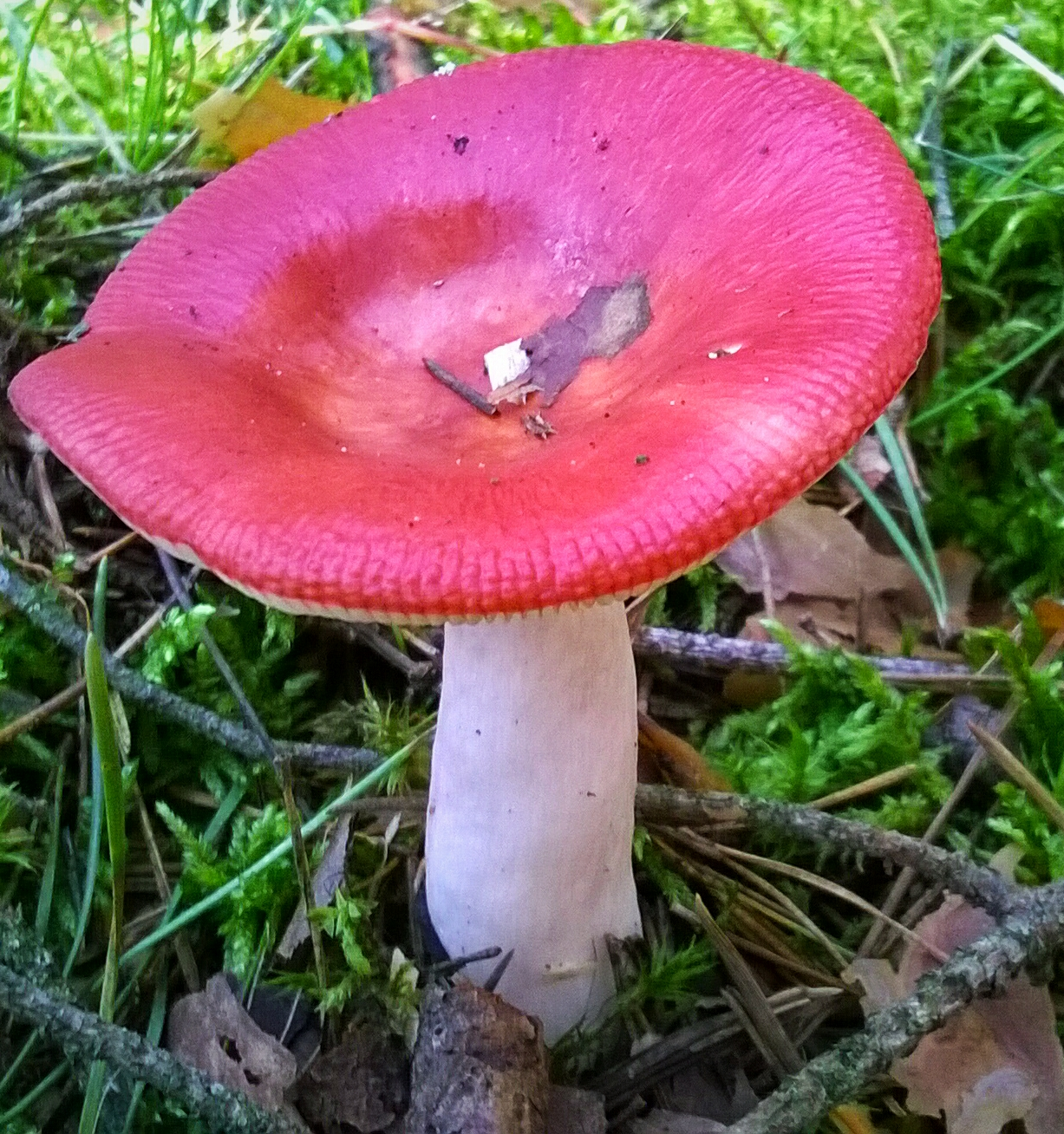
!!!Russula emetica!!!
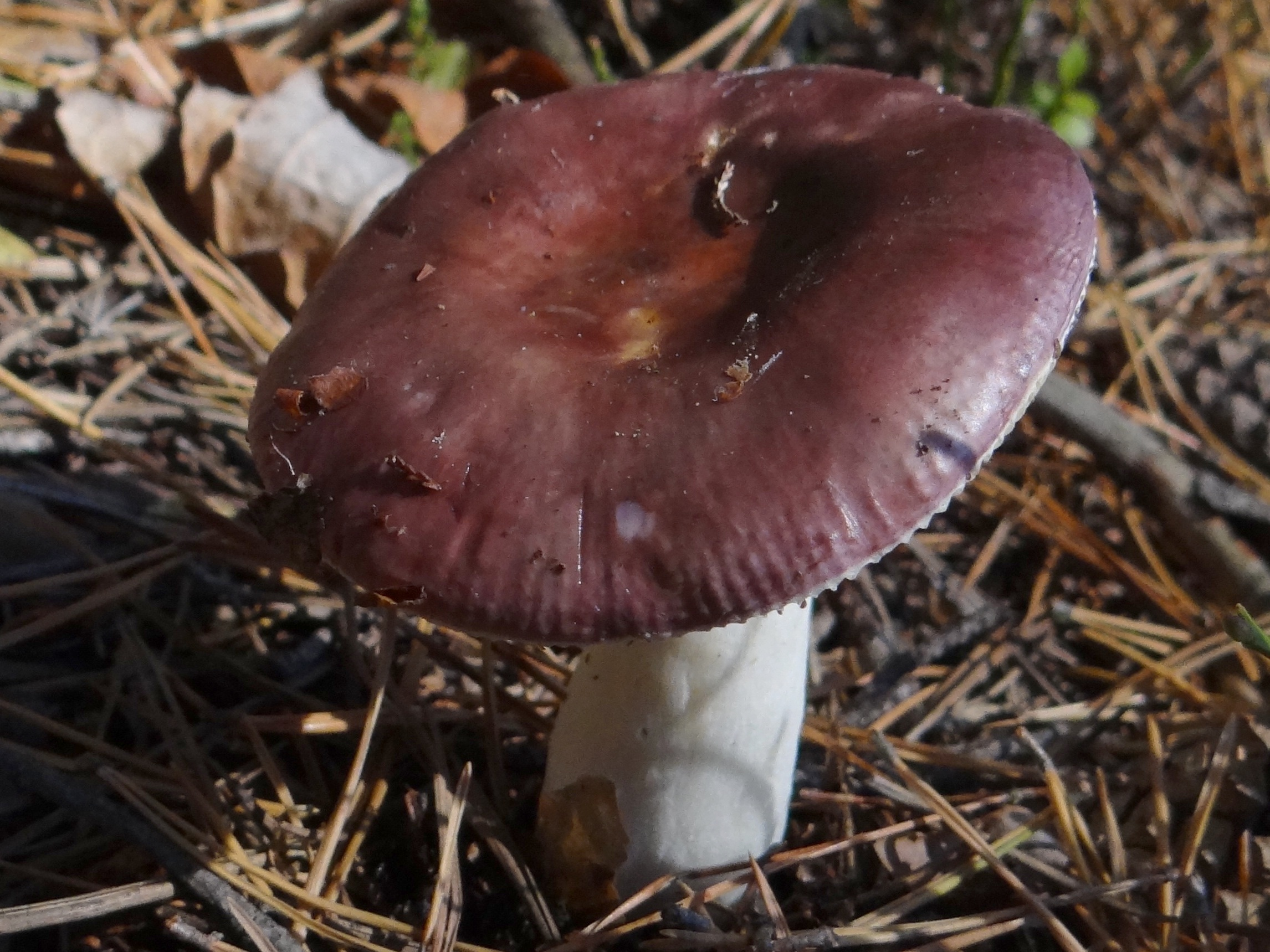
!!Russula fragilis!!
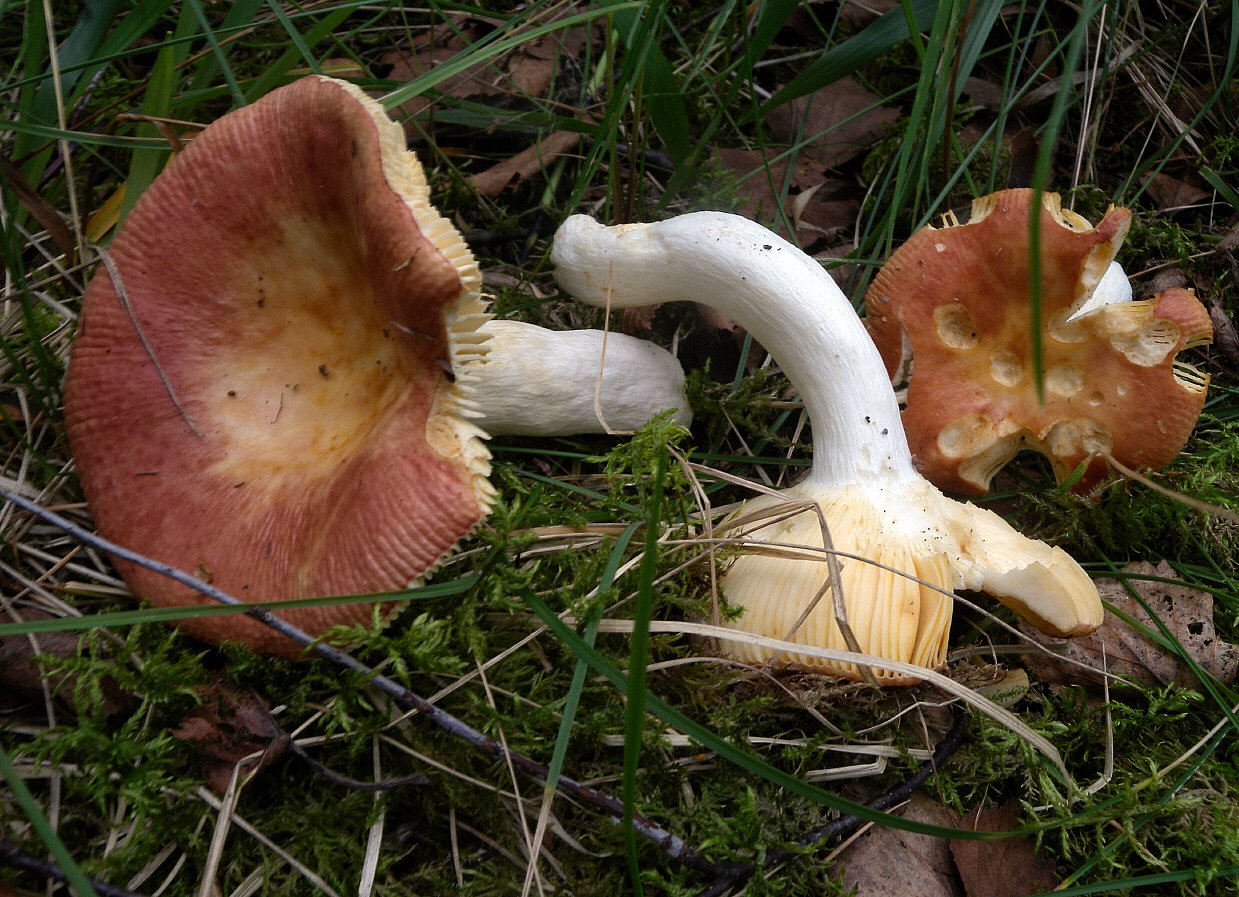
!Russula mesospora!
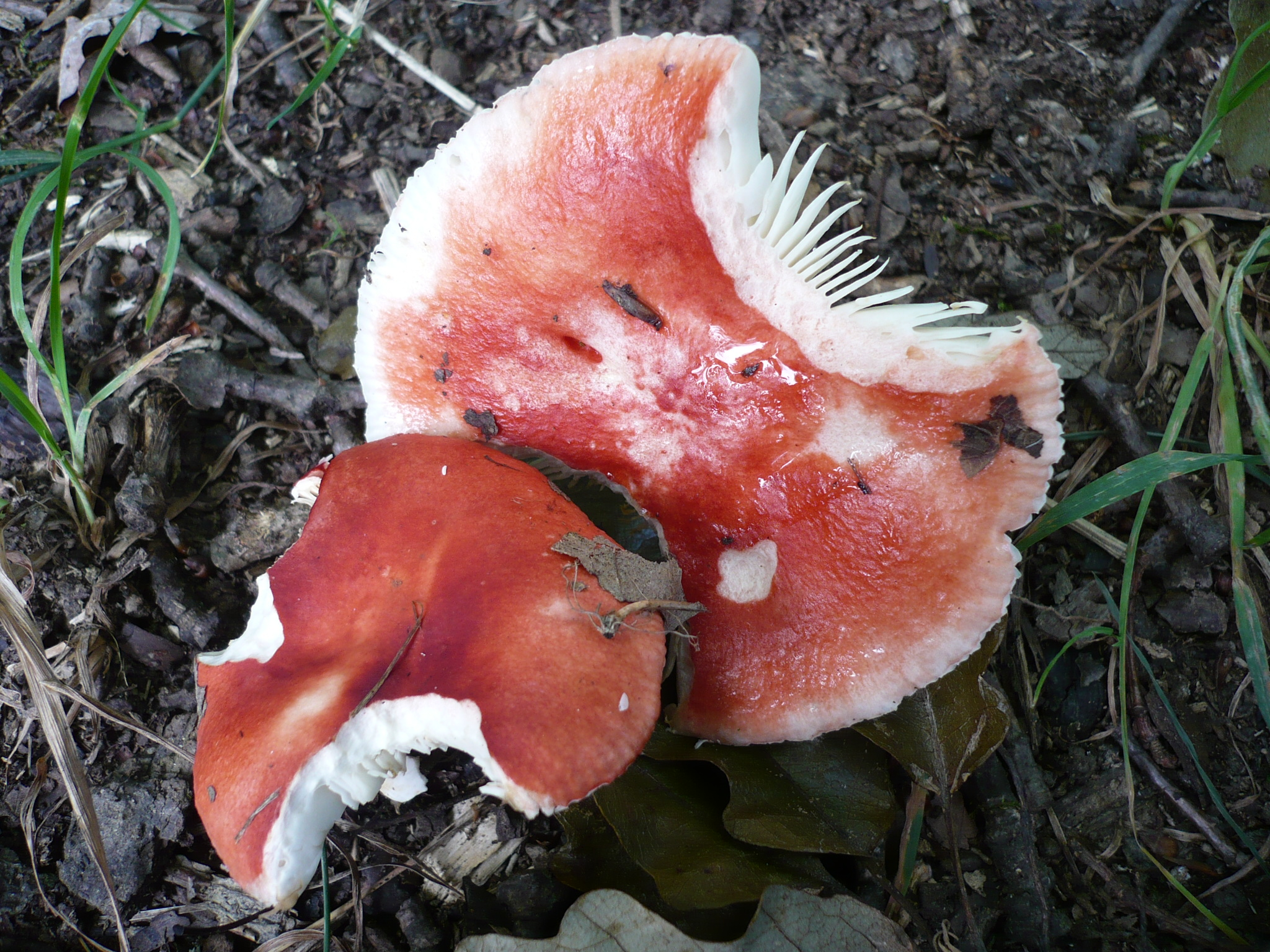
!Russula luteotacta!
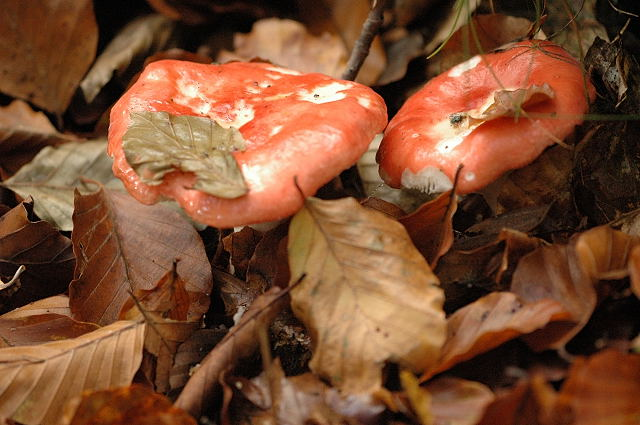
!!Russula nobilis!!
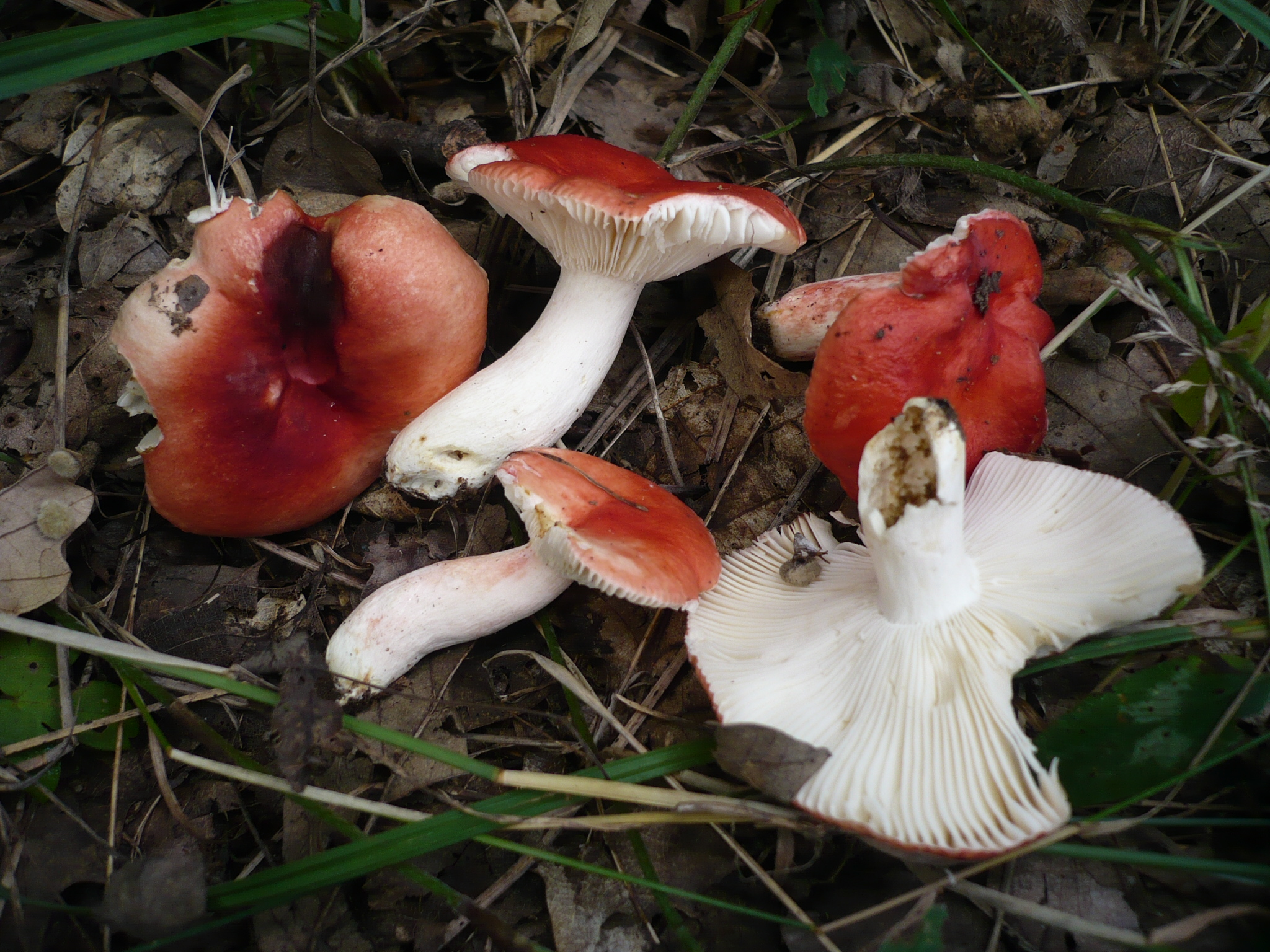
!Russula persicina!
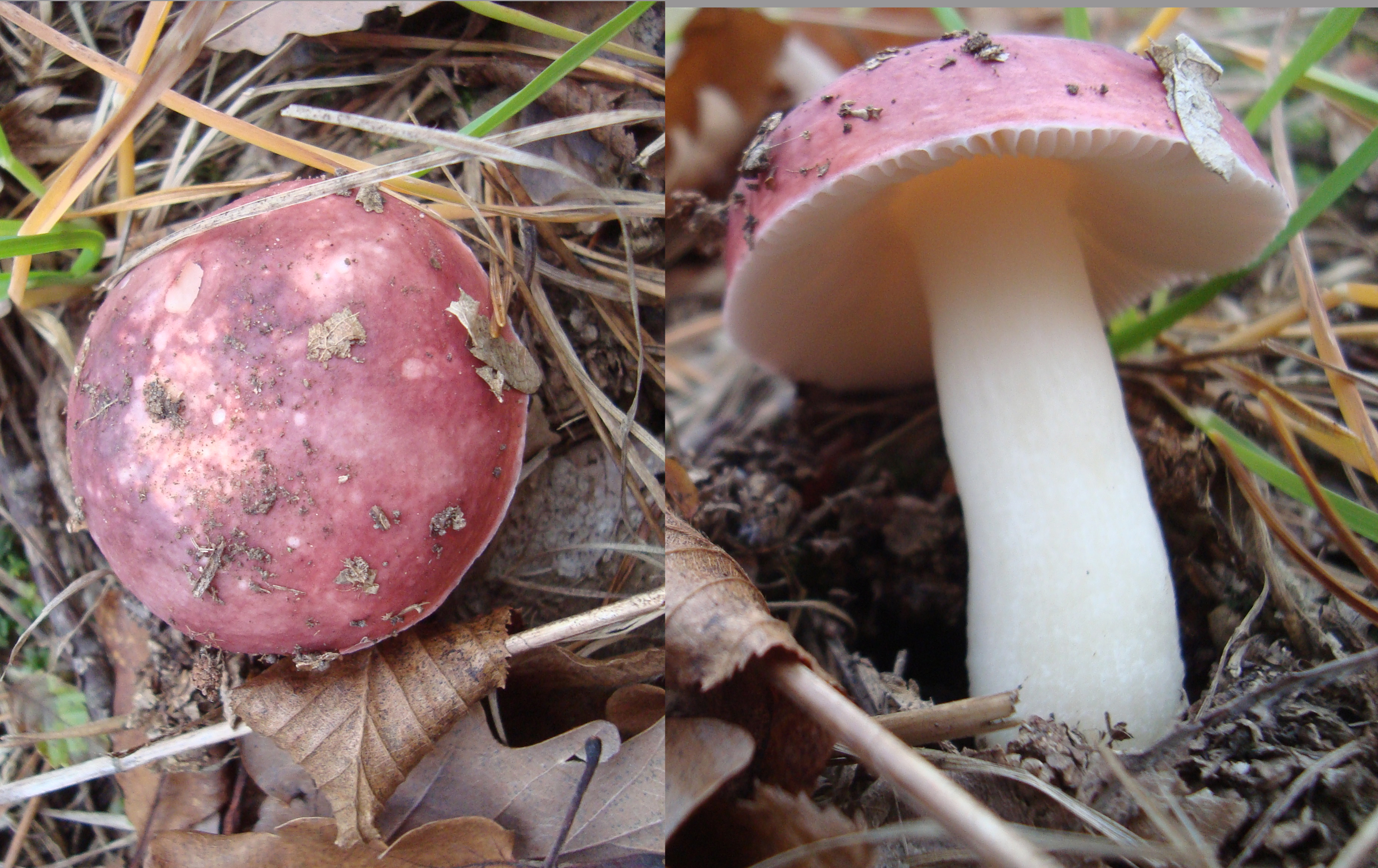
!Russula pseudointegra!

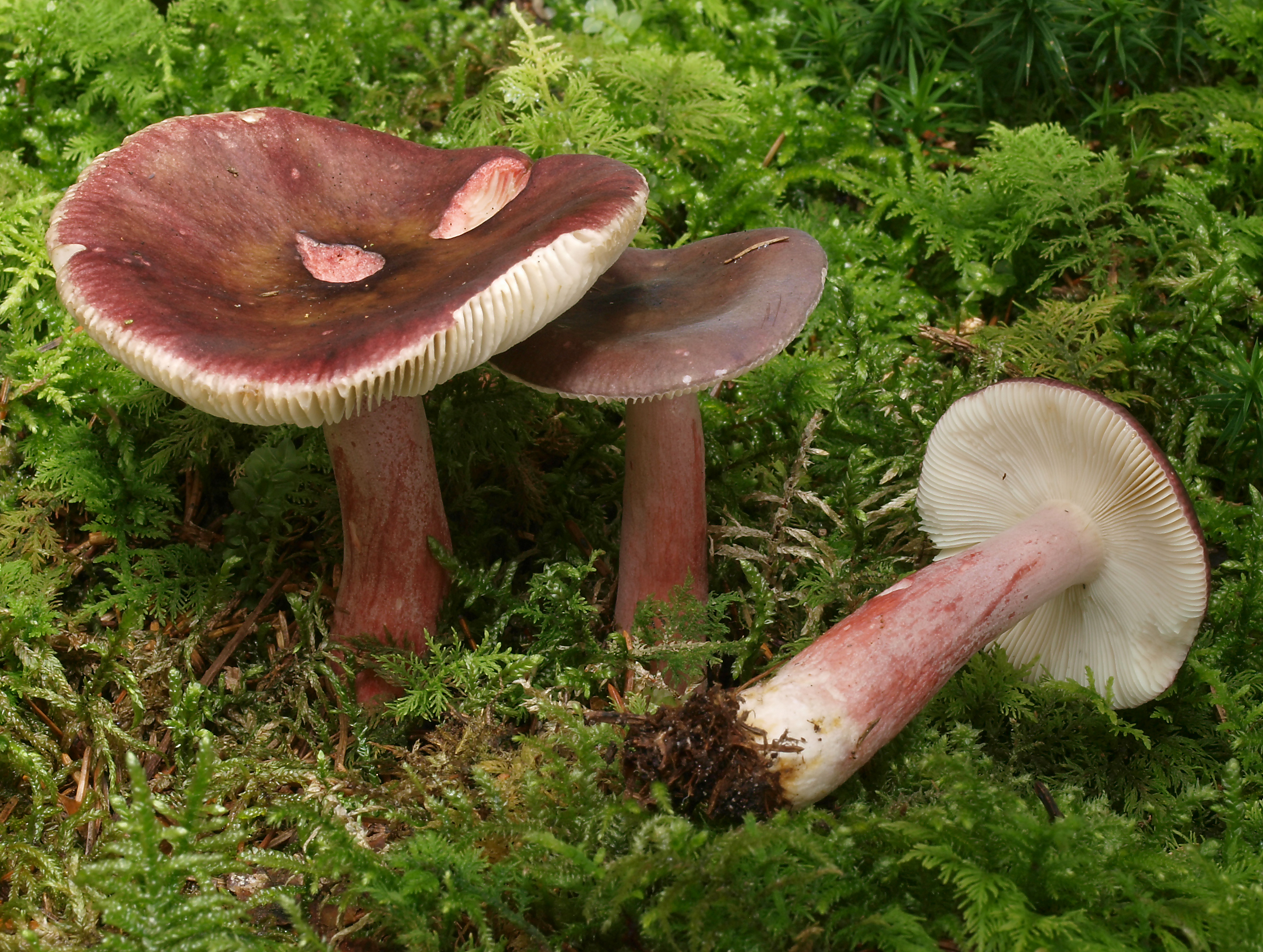
!!Russula queletii!!
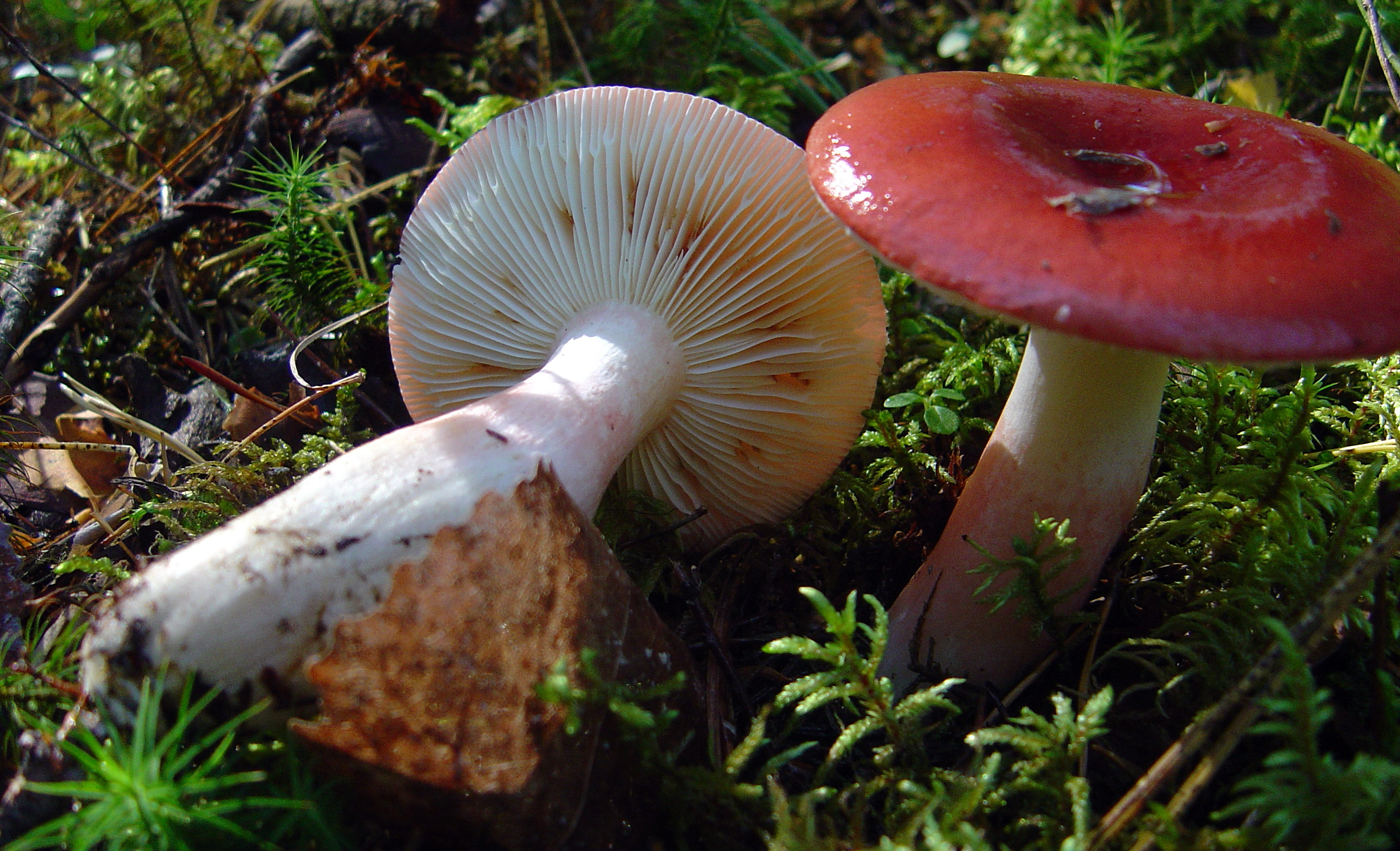
!Russula rhodopus!
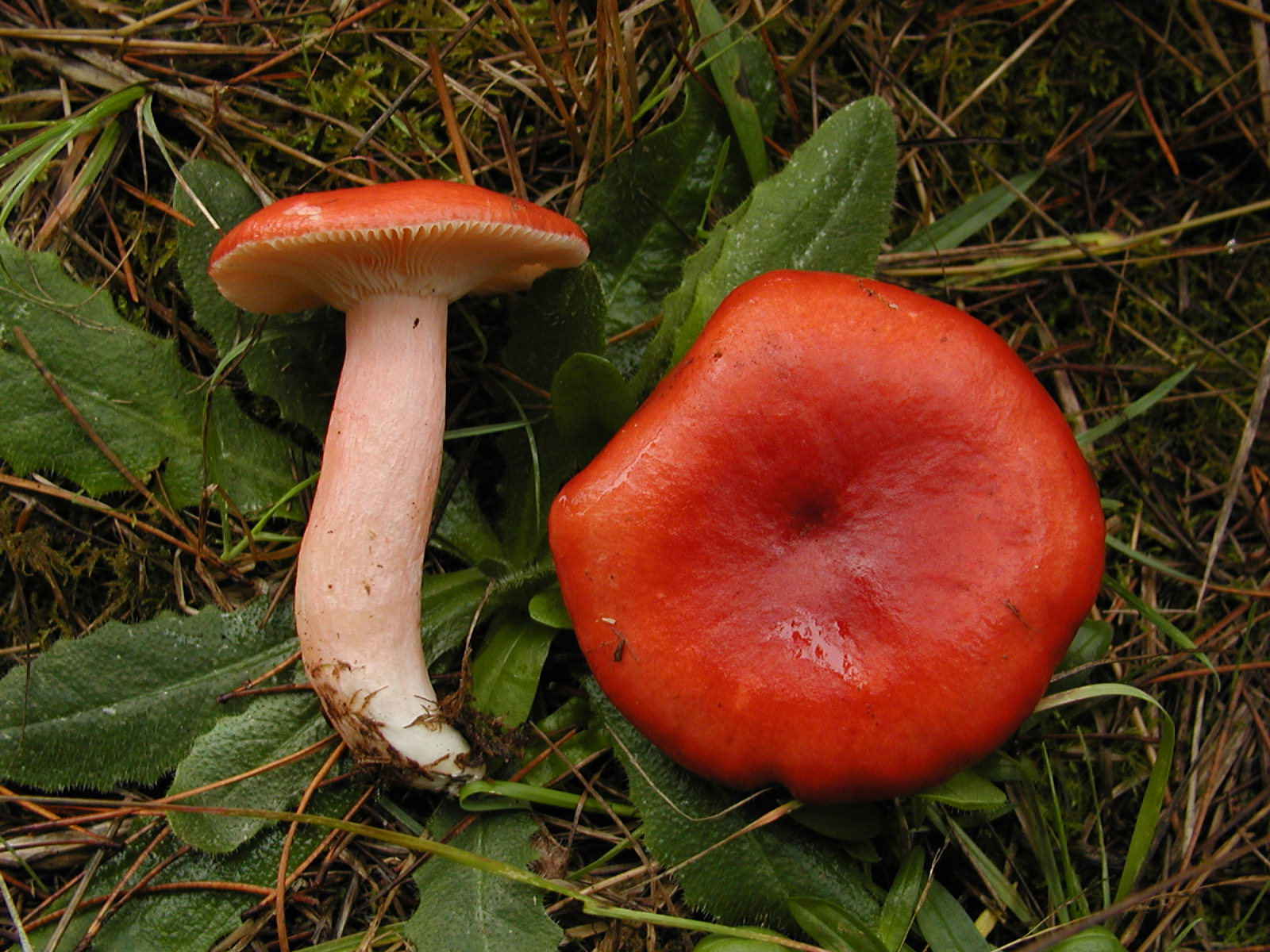
!Russula sanguinea!
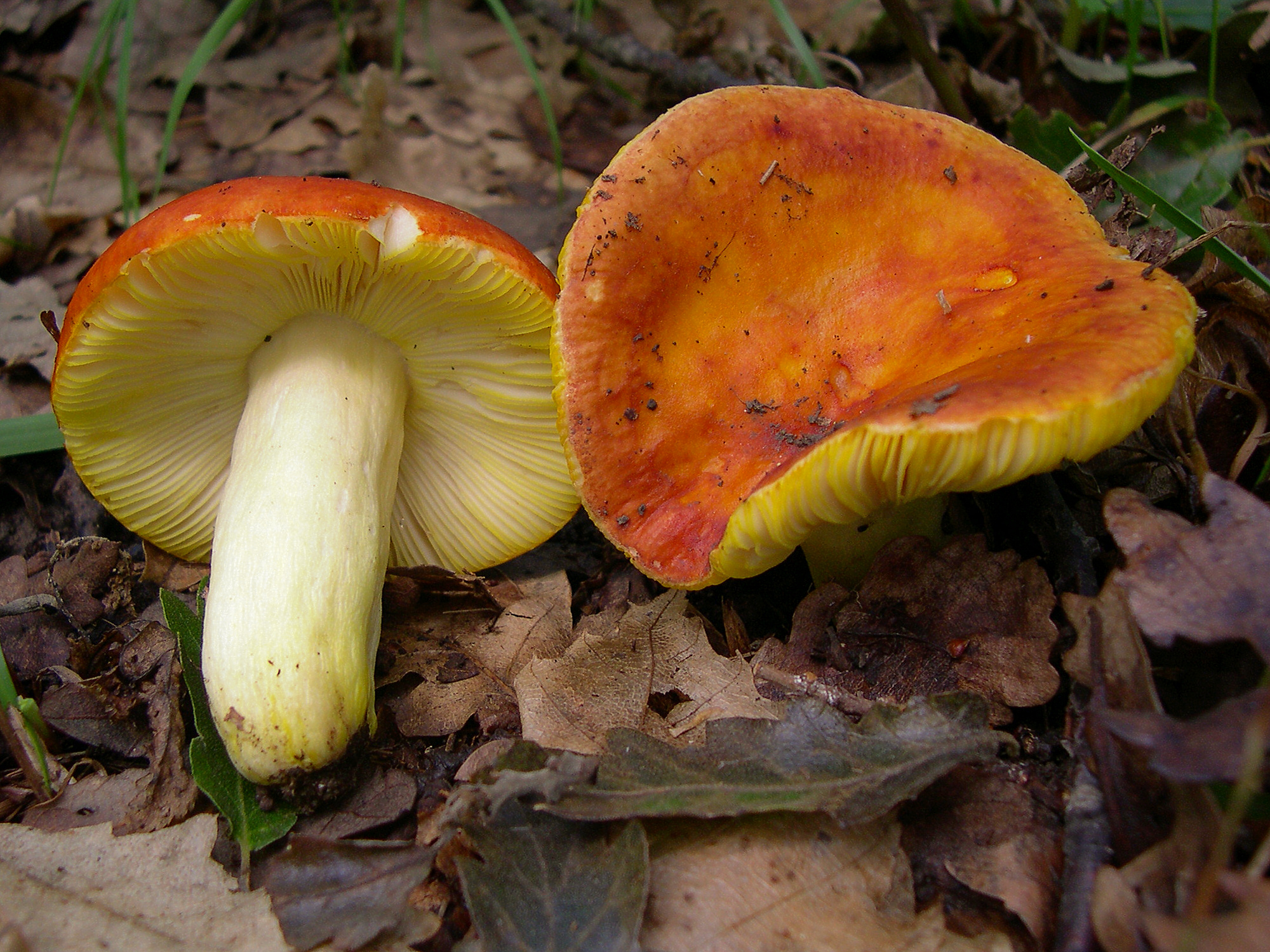
Russula aurea
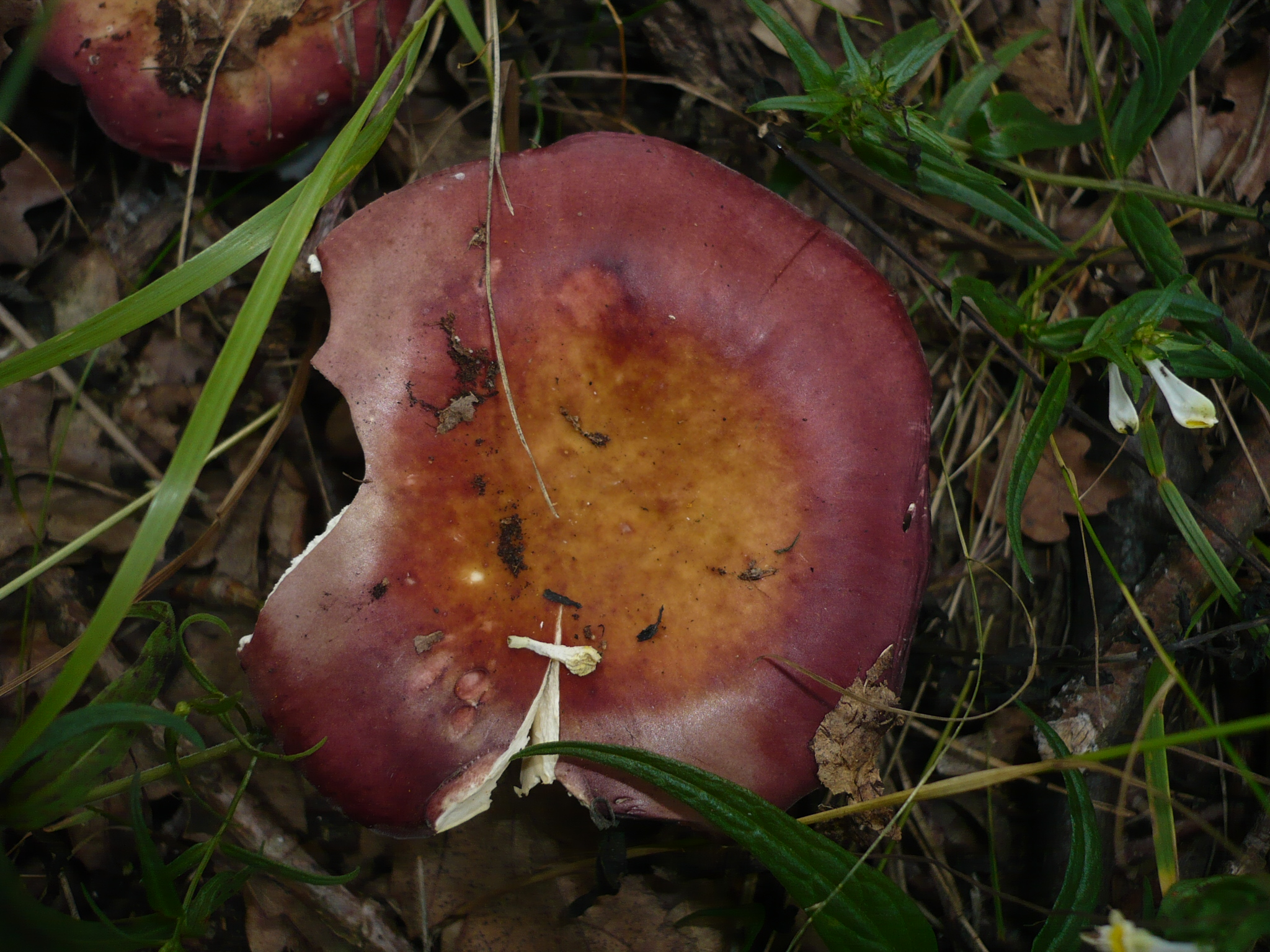
Russula decipiens
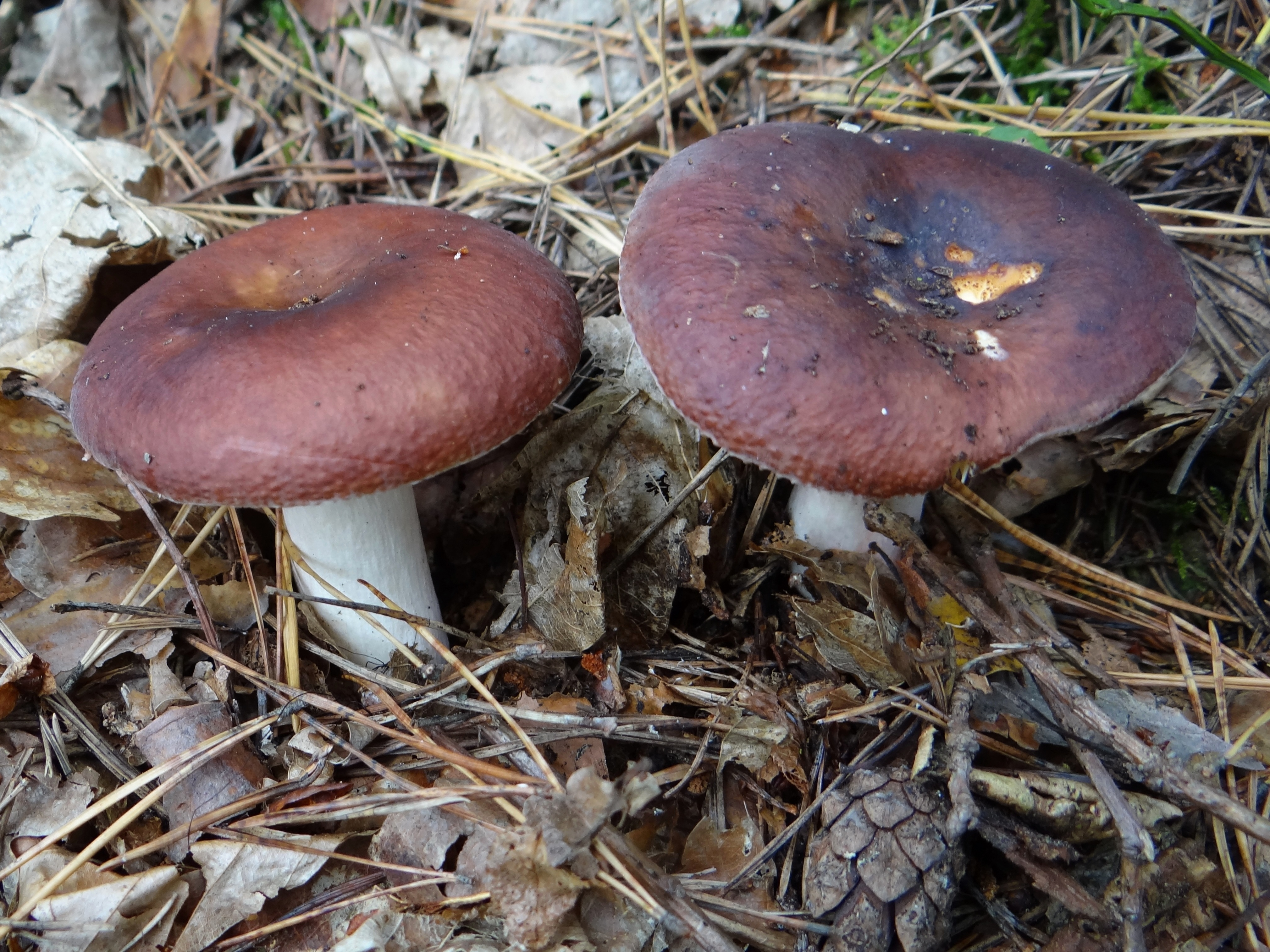
Russula integra
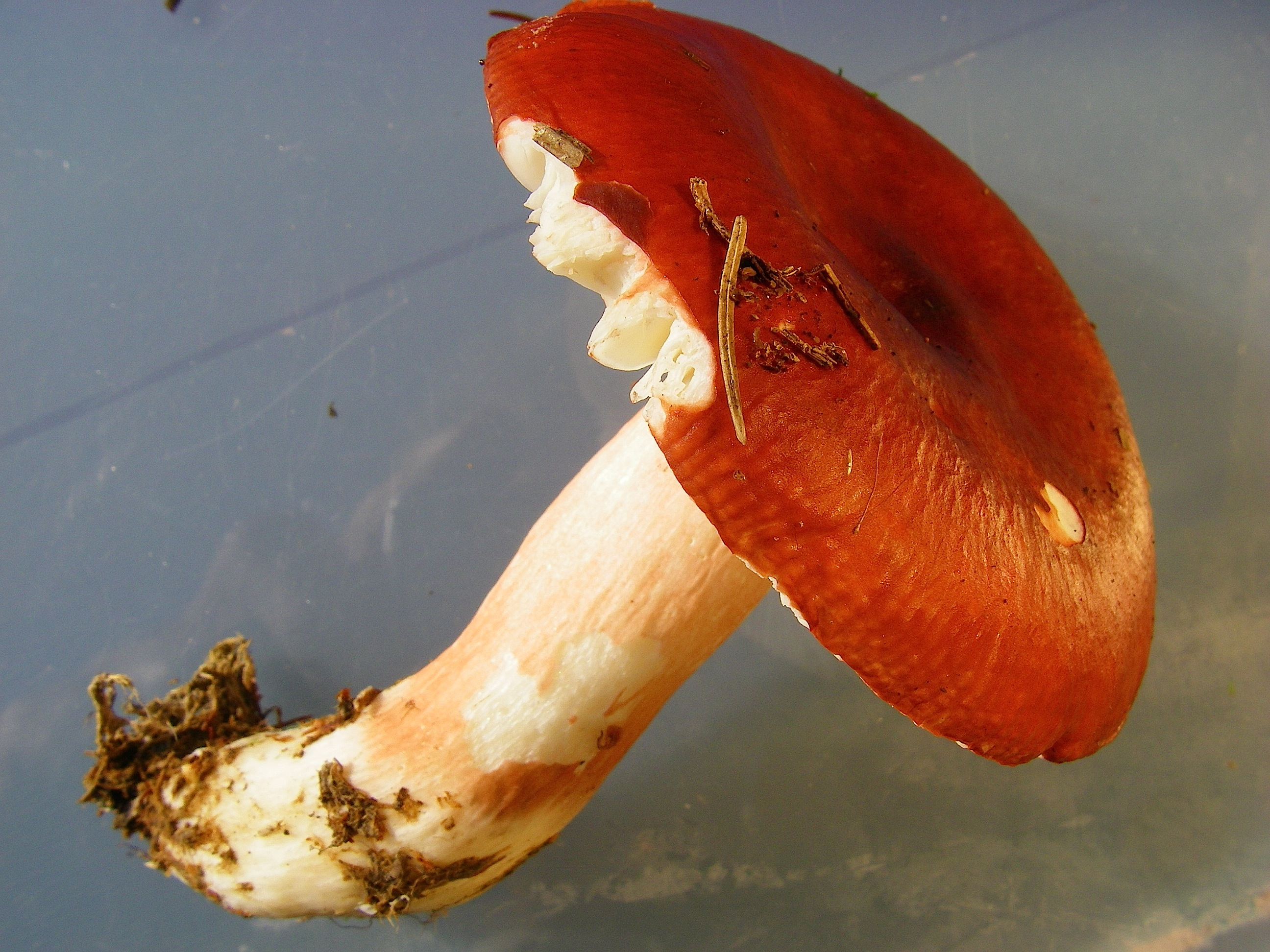
Russula paludosa
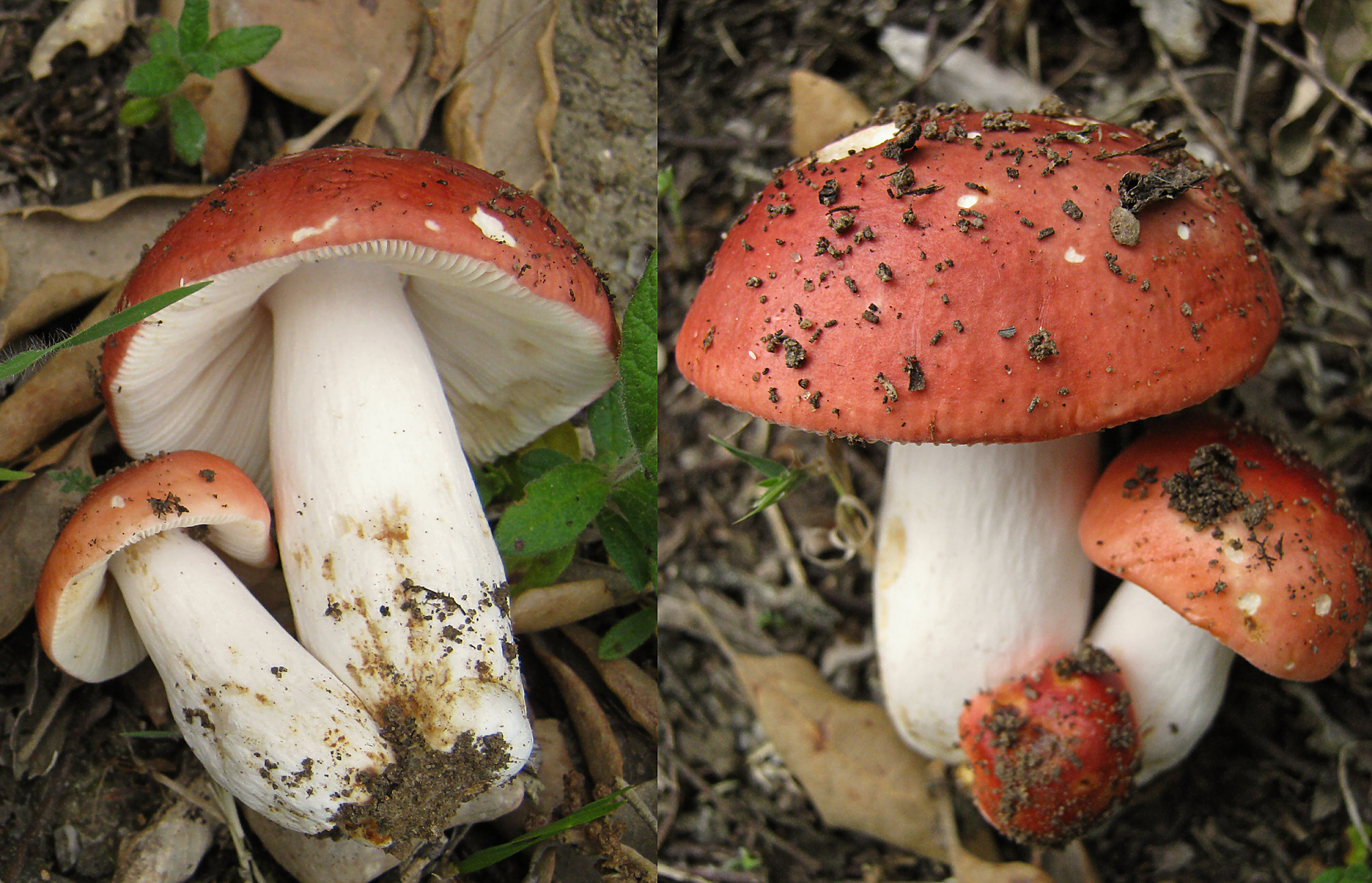
Russula rosea sin. lepida
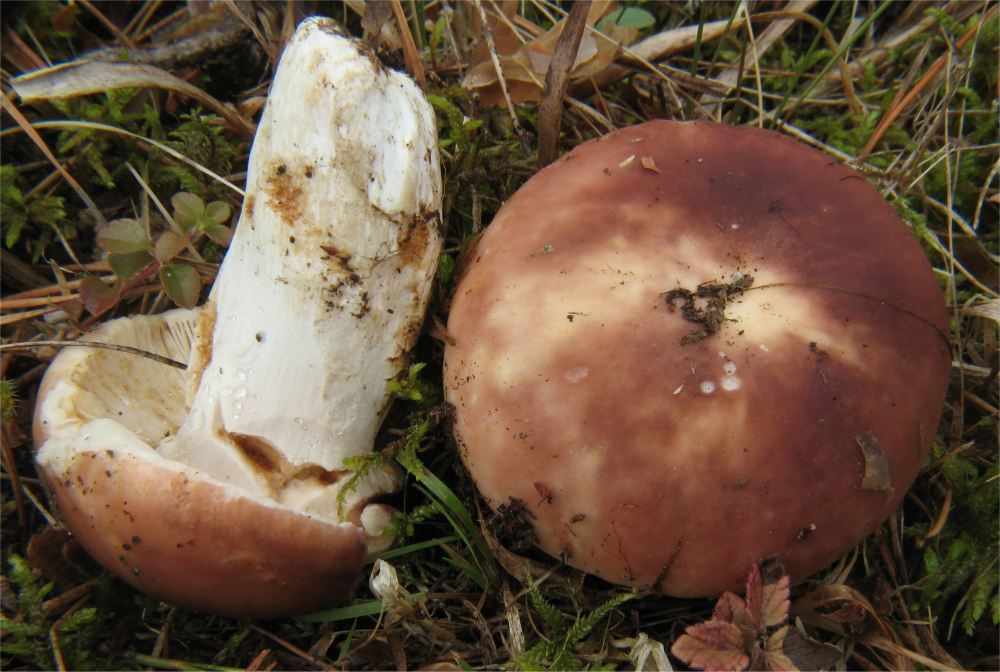
Russula vesca
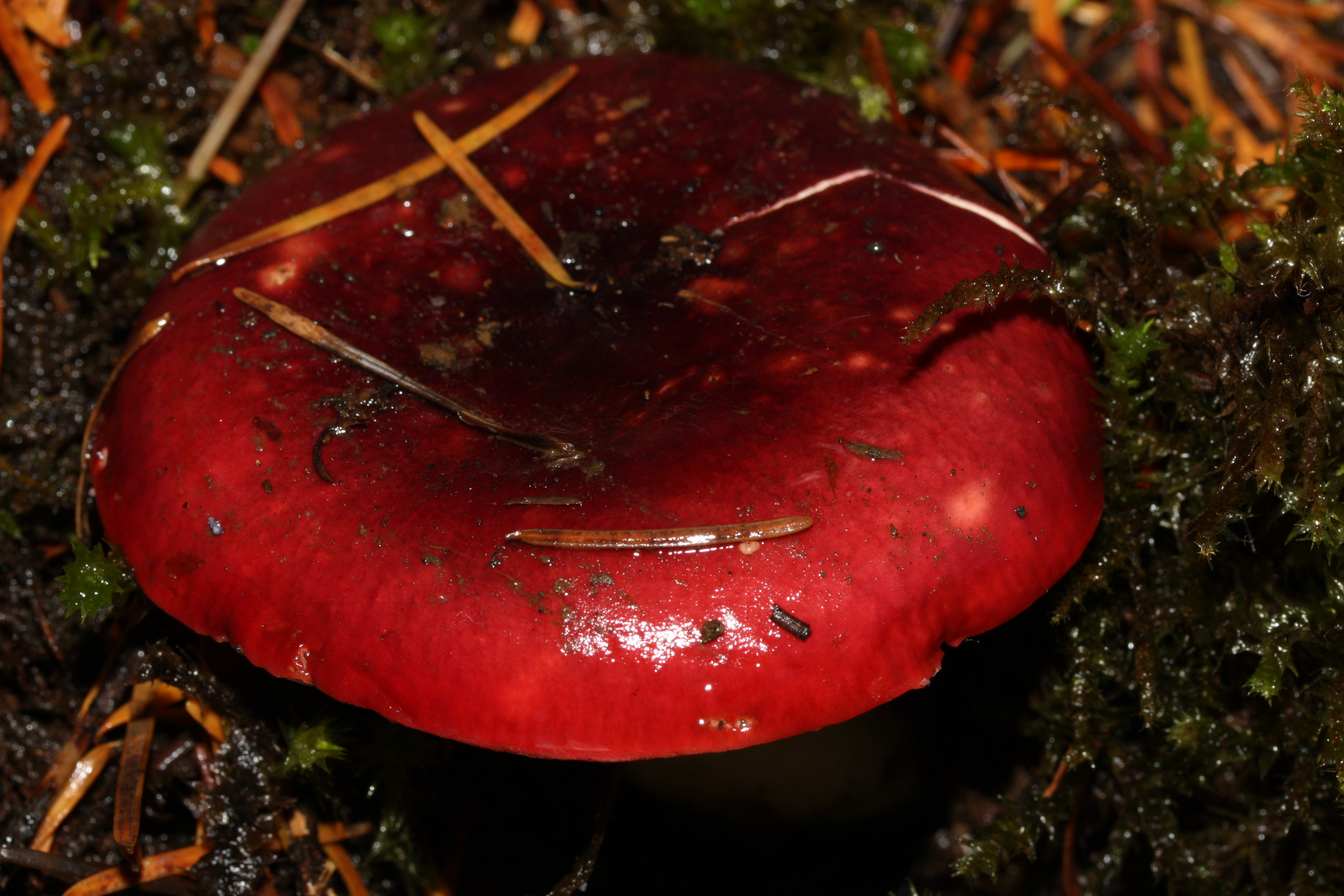
Russula xerampelina

## Valorificare
Deși de miros plăcut, bureții plăiești nu sunt comestibili din cauza iuțimii cărnii, mai ales a lamelelor, pe care nu o pierde nici după fierbere.